# 米罗斯拉夫·布罗佐维奇
米罗斯拉夫·布罗佐维奇（1917年8月26日—2006年10月5日），波斯尼亚和黑塞哥维那男子足球运动员。他曾代表南斯拉夫国奥队参加1948年夏季奥林匹克运动会足球比赛，获得一枚银牌。